# 스페인 그랑프리 (모터사이클)

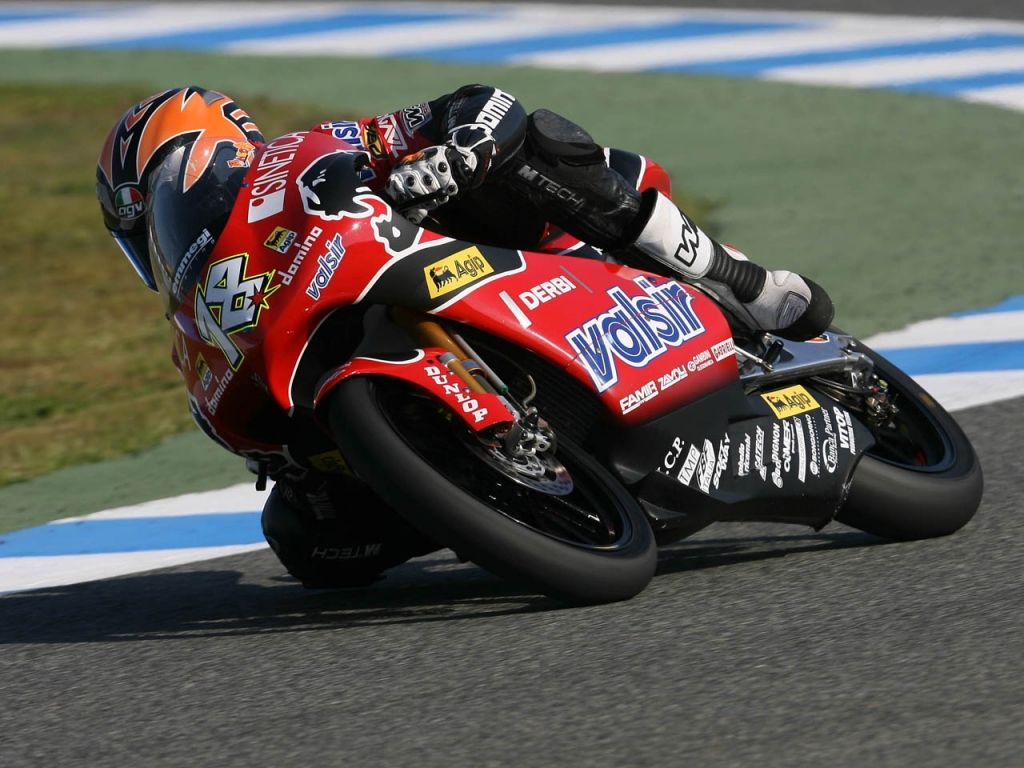

스페인 그랑프리(스페인어: Gran Premio de España de Motociclismo)는 국제 모터사이클 연맹 모토GP의 한 경기로, 스페인에서 개최되는 모터사이클 경주이다. 예전에는 몬주이크 서킷이나 하라마 서킷에서도 개최되고 있었지만, 1989년 이후에는 헤레스 서킷으로 고정 개최되고 있다.